# EW Medien und Kongresse
Die EW Medien und Kongresse GmbH ist ein Unternehmen mit den Standorten Berlin (Hauptsitz) und Offenbach, das auf Fachveranstaltungen für die Energie- und Wasserwirtschaft spezialisiert ist. Die Produktpalette reicht dabei von Seminaren und Lehrgängen über Tagungen und Konferenzen bis hin zu Kongressen und Messen. Die Veranstaltungen findet sowohl als Präsenzveranstaltungen als auch online und hybrid statt. Die Zielgruppe des 1951 gegründeten Unternehmens sind Mitarbeiterinnen und Mitarbeiter in Stadtwerken, Netzbetreibern sowie bei kommunalen und regionalen Versorgern in Europa. Gesellschafter sind die VDE Verlags GmbH und der BDEW – Bundesverband der Energie- und Wasserwirtschaft e.V.

## Unternehmensgeschichte
Der Ursprung des Unternehmens liegt im Jahre 1948, als der Wiederaufbau der Elektrizitätsversorgung im zerstörten Nachkriegsdeutschland nicht bewältigt werden konnte: Einfuhren aus dem Ausland waren notwendig. Um sie rasch und einheitlich durchführen zu können, wurde auf Anregung der Arbeitsgemeinschaft der Landesverbände der Elektrizitätswerke (AdEW) die Einfuhrgesellschaft der Elektrizitätswerke mbH (EdEW) mit Sitz in Hamburg ins Leben gerufen. Im Jahre 1949 siedelte die EdEW gemeinsam mit der AdEW nach Frankfurt am Main über. Als die deutsche Elektroindustrie den an sie gestellten Anforderungen wieder entsprechen konnte, war die Aufgabe der EdEW im Wesentlichen erfüllt. So wurde 1951 ihre Umwandlung in die Verlags- und Wirtschaftsgesellschaft der Elektrizitätswerke mbH (VWEW) beschlossen und der Gesellschaftszweck entsprechend abgeändert. Damit begann die verlegerische Tätigkeit der Gesellschaft als Fachzeitschriften- und Buchverlag mit der Aufgabe, Publikationen der 1892 in Berlin gegründeten Vereinigung Deutscher Elektrizitätswerke (VDEW) weiten Interessentenkreisen zugänglich zu machen.
1951 wurde die VDEW in Frankfurt neu gegründet; im Jahr 2000 erhielt sie den Namen Verband der Elektrizitätswirtschaft (VDEW). Im Jahr 2007 schlossen sich der VDEW mit weiteren Verbänden zu einem neuen Verband für Gas, Strom, Fernwärme sowie Wasser und Abwasser unter dem Namen Bundesverband der Energie- und Wasserwirtschaft e.V. (BDEW) zusammen.
Zwei Zeitschriften, die Elektrizitätswirtschaft (heute: ew) und die Elektrizität, bildeten die Basis für den Ausbau der VWEW-Verlagsproduktion. Das Buchgeschäft wurde u. a. mit dem Ringbuch der Energiewirtschaft und dem VDEW-Mitgliederverzeichnis begonnen. Neben den bis dahin überwiegend technischen und wirtschaftlichen Publikationen nahmen seit den sechziger Jahren die Werbe- und Beratungsmittel einen breiten Raum in der Verlagsproduktion ein, darunter zum Beispiel Das elektrische Kochen, auch bekannt als das Blaue Kochbuch. Zudem erweiterte der Verlag sein Angebot um Unterrichtsmedien. Nach der Übernahme des Heidelberger Energie-Verlags im Jahr 2000 nannte sich der Fachverlag VWEW Energieverlag GmbH. Durch die Fusion von VWEW Energieverlag GmbH und der BGW Kongress GmbH am 1. Oktober 2009 entstand die EW Medien und Kongresse GmbH. Der Verlagsbereich mit den Fachzeitschriften, Fachbüchern und die Online-Plattform energie.de wurden an die VDE Verlags GmbH verkauft. Seit 2020 führt das Unternehmen auch Veranstaltungen in unterschiedlichen Online-Formaten durch.

## Veranstaltungen
Der Unternehmensbereich Veranstaltungen organisiert mehrere hundert Veranstaltungen jährlich für die deutsche und europäische Energiewirtschaft. Er gliedert sich in die drei Teilbereiche „BDEW Akademie“, „Tagungen und Konferenzen“ und „Kongresse und Messen“. Zu den Produkten gehören Infotage, Erfahrungsaustausche, Seminare und Kongresse, wie z. B. die ZMP - Zählen | Messen | Prüfen, die Werkstatt Kabel und der Intensiv-Lehrgang Regulierungsmanagerin.
Im Fokus der Veranstaltungen stehen die Aspekte: praxisnahes Lernen, aktuelles und relevantes Wissen durch sehr gute Kontakt zu wichtigen Verbänden und der Aufbau von langfristigen beruflichen Netzwerken. Im Moment werden die folgenden Themenbereiche abgedeckt:
- Abrechnung
- Automatisierungstechnik
- Blitz- und Überspannungsschutz
- BWL
- Datenformate
- Datenschutz
- Elektrotechnik
- Energiemanagement
- Energietechnik
- Erneuerbare Energien
- Forderungsmanagement
- Gaswirtschaft
- Gebäudetechnik
- Haftung
- Handel
- Informationstechnik
- Leitungs- und Kabelverlegung
- Management
- Marketing und PR
- Marktprozesse
- Medizintechnik
- Mess- und Prüftechnik
- Messwesen
- Netztechnik
- Normen und Sicherheit
- Personal
- Recht
- Regulierung
- Speicher
- Steuern
- Stromerzeugung
- Vertrieb
- Wasser- und Abwasserwirtschaft
- Wasserstoffwirtschaft
- Wärmewirtschaft

## Veranstaltungsplattform „essociation.de“
Seit 2022 werden alle Veranstaltungen der EW Medien und Kongresse GmbH auf der Veranstaltungsplattform essociation.de präsentiert. Die Dachmarke essociation führt als Allianz die Marken bdew akademie, bdew, EW Medien und Kongresse und VDE ACADEMY zusammen. Die Idee hinter essociation ist es, eine zentrale Anlaufstelle
für den branchenübergreifenden Wissenstransfer zu schaffen und damit zusammenwachsende und dynamische Themen der Energie- und Wasserwirtschaft unter einer Dachmarke zu vereinen.